# Стралджа (община)
Община Стралджа се намира в Югоизточна България и е една от съставните общини на област Ямбол.

## География

### Географско положение, граници, големина
Общината е разположена в североизточната част на област Ямбол. С площта си от 676,285 km2 е 3-та по големина сред 5-те общините на областта, което съставлява 20,39% от територията на областта. Границите ѝ са следните:
- на юг – община Болярово;
- на югозапад – община Елхово;
- на запад – община Тунджа;
- на северозапад – община Сливен, област Сливен;
- на север – община Котел, област Сливен и община Сунгурларе, област Бургас;
- на изток – община Карнобат и община Средец, област Бургас.

### Природни ресурси

#### Релеф
Релефът на общината е равнинен и хълмист, като територията ѝ попада в пределите на Източна Стара планина, източната част на Сливенската котловина и северната част на Тунджанската хълмиста област.
Крайната северна част на общината е заета от южните склонове на Терзийски баир, най-южно разклонение на Източна Стара планина. В него, на около 5 km североизточно от село Лозенец, на границата с община Сунгурларе се издига най-високата му точка връх Кръста 472,3 m, който е и най-високата точка на цялата община.
В централните части на община Стралджа се простира обширното Стралджанско поле, което е източно продължение на Сливенската котловина с надморска височина от 130 до 180 m.
Южно от него в пределите на общината попадат югоизточните хълмисти части на възвишението Бакаджици. На 5 km южно от село Иречеково се намира най-високата им точка връх Еньовичиния манастир 461,8 m на територията на общината.
В най-източната точка на община Стралджа, източно от село Правдино, на границата с община Средец, в коритото на Господаревска река е разположена най-ниската ѝ точка – 72 m н.в.

#### Води
В централната част на общината, от изток на запад, на протежение от около 28 – 30 km протича част от долното течение на река Мочурица (ляв приток на Тунджа), коритото на която е коригирано с водозащитни диги. На територията на общината река Мочурица получава най-големият си проток – река Мараш. Река Мараш води началото си от Стидовска планина (част от Източна Стара планина). Тече в източна посока в широка асиметрична долина (със стръмни десни склонове) по северното подножие на планината Гребенец (част от Стара планина). Южно от село Пъдарево (община Котел) завива на юг, навлиза в община Стралджа и образува дълбок пролом (Марашки пролом), дълъг 7 km между планината Гребенец на запад и рида Терзийски баир на изток. Северно от пътния възел „Петолъчката“ излиза от пролома и навлиза в Стралджанско поле. Тук долината ѝ е широка и плитка, коригирана с водозащитни диги. Влива отдясно в река Мочурица на 138 m н.в., при село Воденичане. Площта на водосборния r̀ басейн възлиза на 232 km2, което представлява 18,15% от водосборния басейн на река Мочурица.
Поради издигнато си положение спрямо околните територии, от южната, хълмиста част на общината водят началото три по-големи реки принадлежащи към Беломорския и Черноморския водосборни басейни. На югозапад покрай селата Тамарино и Каменец протича горното течение на река Боадере (Геренска река, ляв приток на Тунджа). В най-южната част покрай селата Поляна и Александрово протича най-горното течение на Средецка река, принадлежаща към Черноморския водосборен басейн. В централната част на общината, от запад на изток покрай селата Люлин, Първенец и Правдино протича горното течение на Господаревска река (Бунарска река, Голямата река, ляв приток на Средецка река).

### Населени места
Общината се състои от 22 населени места. Списък на населените места, подредени по азбучен ред, население и площ на землищата им:
| Населено място | Пребр. на населението през 2021 г. | Площ на землището (в км2) | Забележка (старо име)   | Населено място | Пребр. на населението през 2021 г. | Площ на землището (в км2) | Забележка (старо име)           |
| Александрово   | 74                                 | 37,264                    | Хасаноглу               | Люлин          | 131                                | 23,030                    | Ени махле                       |
| Атолово        | 131                                | 10,346                    |                         | Маленово       | 265                                | 34,931                    | Паша кьой, Пашино               |
| Богорово       | 46                                 | 12,017                    | Арпач                   | Недялско       | 183                                | 44,422                    | Афтане                          |
| Воденичане     | 347                                | 32,480                    | Дермен кьой             | Палаузово      | 102                                | 27,313                    | Авлалии                         |
| Войника        | 239                                | 40,931                    |                         | Поляна         | 142                                | 43,464                    | Бургунджи кьой                  |
| Джинот         | 245                                | 16,125                    | Чинкоджа                | Правдино       | 72                                 | 24,272                    | Довруклии                       |
| Зимница        | 1440                               | 45,695                    | Къшла кьой              | Първенец       | 163                                | 31,739                    | Башалии                         |
| Иречеково      | 346                                | 47,189                    | Арнауткьой              | Саранско       | 109                                | 13,146                    | Саранлии                        |
| Каменец        | 320                                | 31,672                    | Саранлъ ени кьой, Телец | Стралджа       | 4987                               | 79,305                    |                                 |
| Леярово        | 25                                 | 17,902                    | Дюкмен                  | Тамарино       | 123                                | 21,408                    | Тюркмени                        |
| Лозенец        | 629                                | 28,703                    | Сеймен                  | Чарда          | 251                                | 22,931                    | Суруджалии                      |
|                |                                    |                           |                         | ОБЩО           | 10370                              | 676,285                   | няма населени места без землища |

## Административно-териториални промени
- Административен правилник № 91/обн. 30.09.1883 г. – преименува с. Хасаноглу на с. Александрово;
- Указ № 462/обн. 21.12.1906 г. – преименува с. Къшла кьой на с. Зимница;
- Указ № 162/обн. 08.04.1931 г. – признава н.м. Английско село за отделно населено място – с. Атолово;
- МЗ № 2820/обн. 14.08.1934 г. – преименува с. Арпач на с. Богорово;

– преименува с. Дермен кьой на с. Воденичане;
– преименува с. Чинкоджа на с. Джинот;
– преименува с. Арнаут кьой на с. Иречеково;
– преименува с. Дюкмен на с. Леярово;
– преименува с. Сеймен на с. Лозенец;
– преименува с. Ени махле на с. Люлин;
– преименува с. Афтане на с. Недялско;
– преименува с. Авлалии на с. Палаузово;
– преименува с. Паша кьой на с. Пашино;
– преименува с. Бургунджи кьой на с. Поляна;
– преименува с. Довруклии (Доуруклии) на с. Правдино;
– преименува с. Башалии на с. Първенец;
– преименува с. Саранлии на с. Саранско;
– преименува с. Тюркмени на с. Тамарино;
– преименува с. Саранлъ ени кьой (Ени кьой) на с. Телец;
– преименува с. Суруджалии на с. Чарда;
- Указ № 360/обн. 02.08.1950 г. – преименува с. Телец на с. Каменец;
- Указ № 107/обн. 13.03.1951 г. – преименува с. Пашино на с. Маленово;
- Указ № 546/обн. 15.09.1964 г. – признава с. Стралджа за с.гр.т. Стралджа;
- Указ № 829/обн. 29.08.1969 г. – признава с.гр.т. Стралджа за гр. Стралджа;
- Указ № 3005/обн. 09.10.1987 г. – закрива община Войника и присъединява включените в състава ѝ населени места към община Стралджа;

– отделя с. Търнава и землището му от община Стралджа и го присъединява към община Тунджа;
- Указ № 257/обн. ДВ бр.57/11.07.1997 г. – отделя с. Зорница и землището му от община Стралджа, област Ямбол и го присъединява към община Средец, област Бургас;

## Население
Численост на населението според преброяванията през годините:
| Година на преброяване | Численост |
| 1934                  | 29 630    |
| 1946                  | 32 445    |
| 1956                  | 31 347    |
| 1965                  | 27 391    |
| 1975                  | 22 514    |
| 1985                  | 18 822    |
| 1992                  | 18 074    |
| 2001                  | 15 828    |
| 2011                  | 12 781    |
| 2021                  | 10 370    |

### Етнически състав
Преброяване на населението през 2011 г.
Численост и дял на етническите групи според преброяването на населението през 2011 г., по населени места (подредени по численост на населението):
| Населено място | Численост | Численост | Численост | Численост | Численост | Численост           | Численост     | Населено място | Дял (в %) | Дял (в %) | Дял (в %) | Дял (в %) | Дял (в %)           | Дял (в %)     |
| Населено място | Общо      | Българи   | Турци     | Цигани    | Други     | Не се самоопределят | Не отговорили | Населено място | Българи   | Турци     | Цигани    | Други     | Не се самоопределят | Не отговорили |
| Общо           | 12781     | 9866      | 241       | 2403      | 68        | 84                  | 119           | 100,00         | 77,19     | 1,88      | 18,80     | 0,53      | 0,65                | 0,93          |
| -------------- | --------- | --------- | --------- | --------- | --------- | ------------------- | ------------- | -------------- | --------- | --------- | --------- | --------- | ------------------- | ------------- |
| Стралджа       | 5702      | 4037      | 198       | 1334      | 12        | 40                  | 81            | Стралджа       | 70,79     | 3,47      | 23,39     | 0,21      | 0,70                | 1,42          |
| Александрово   | 177       | 117       | 0         | 57        | 3         | 0                   | 0             | Александрово   | 66,10     | 0,00      | 32,20     | 1,69      | 0,00                | 0,00          |
| Атолово        | 200       | 141       | 3         | 53        | 3         | 0                   | 0             | Атолово        | 70,50     | 1,50      | 26,50     | 1,50      | 0,00                | 0,00          |
| Богорово       | 85        | 84        | 0         | 0         |           |                     | 0             | Богорово       | 98,82     | 0,00      | 0,00      |           |                     | 0,00          |
| Воденичане     | 404       | 337       | 0         | 55        |           |                     | 1             | Воденичане     | 83,41     | 0,00      | 13,61     |           |                     | 0,24          |
| Войника        | 389       | 362       | 0         |           |           | 24                  | 0             | Войника        | 93,05     | 0,00      |           |           | 6,16                | 0,00          |
| Джинот         | 275       | 252       | 0         | 18        |           |                     | 3             | Джинот         | 91,63     | 0,00      | 6,54      |           |                     | 1,09          |
| Зимница        | 1804      | 1385      | 12        | 374       | 11        | 5                   | 17            | Зимница        | 76,77     | 0,66      | 20,73     | 0,60      | 0,27                | 0,94          |
| Иречеково      | 455       | 371       | 0         | 83        |           |                     | 0             | Иречеково      | 81,53     | 0,00      | 18,24     |           |                     | 0,00          |
| Каменец        | 425       | 395       | 0         | 24        | 6         | 0                   | 0             | Каменец        | 92,94     | 0,00      | 5,64      | 1,41      | 0,00                | 0,00          |
| Леярово        | 37        | 35        | 0         | 0         |           |                     | 1             | Леярово        | 94,59     | 0,00      | 0,00      |           |                     | 2,70          |
| Лозенец        | 616       | 276       | 10        | 327       |           |                     | 2             | Лозенец        | 44,80     | 1,62      | 53,08     |           |                     | 0,32          |
| Люлин          | 183       | 180       | 0         | 0         | 3         | 0                   | 0             | Люлин          | 98,36     | 0,00      | 0,00      | 1,63      | 0,00                | 0,00          |
| Маленово       | 309       | 305       | 0         | 0         |           |                     | 1             | Маленово       | 98,70     | 0,00      | 0,00      |           |                     | 0,32          |
| Недялско       | 280       | 254       | 0         | 24        | 0         | 0                   | 2             | Недялско       | 90,71     | 0,00      | 8,57      | 0,00      | 0,00                | 0,71          |
| Палаузово      | 142       | 120       | 8         | 14        | 0         | 0                   | 0             | Палаузово      | 84,50     | 5,63      | 9,85      | 0,00      | 0,00                | 0,00          |
| Поляна         | 253       | 244       | 0         | 0         |           |                     | 1             | Поляна         | 96,44     | 0,00      | 0,00      |           |                     | 0,39          |
| Правдино       | 128       | 123       | 0         | 0         |           |                     | 4             | Правдино       | 96,09     | 0,00      | 0,00      |           |                     | 3,12          |
| Първенец       | 269       | 254       |           | 12        | 0         |                     | 2             | Първенец       | 94,42     |           | 4,46      | 0,00      |                     | 0,74          |
| Саранско       | 138       | 125       | 8         | 0         | 5         | 0                   | 0             | Саранско       | 90,57     | 5,79      | 0,00      | 3,62      | 0,00                | 0,00          |
| Тамарино       | 220       | 184       | 0         | 25        | 9         | 0                   | 2             | Тамарино       | 83,63     | 0,00      | 11,36     | 4,09      | 0,00                | 0,90          |
| Чарда          | 290       | 285       |           |           |           |                     | 2             | Чарда          | 98,27     |           |           |           |                     | 0,68          |

### Вероизповедания
Численост и дял на населението по вероизповедание според преброяването на населението през 2011 г.:
|                     | Численост | Дял (в %) |
| Общо                | 12 781    | 100,00    |
| Православие         | 7066      | 55,28     |
| Католицизъм         | 51        | 0,39      |
| Протестантство      | 362       | 2,83      |
| Ислям               | 38        | 0,29      |
| Друго               | 5         | 0,03      |
| Нямат               | 1548      | 12,11     |
| Не се самоопределят | 1697      | 13,27     |
| Непоказано          | 2014      | 15,75     |

## Транспорт
През общината преминават два участъка от Железопътната мрежа на България с обща дължина 18,5 km.
- В северната част на общината, от запад на изток, на протежение от 17,9 km – участък от трасето на жп линията София – Карлово – Дъбово – Зимница – Карнобат – Бургас;
- На протежение от 0,6 km – последният участък от трасето на жп линията Пловдив – Стара Загора – Ямбол – Зимница.

През общината преминават изцяло или частично 9 пътя от Републиканската пътна мрежа на България с обща дължина 164 km:
- участък от 18,6 km от автомагистрала Тракия (от km 289,4 до km 308,0);
- участък от 6,9 km от Републикански път I-6 (от km 432,9 до km 439,8);
- участък от 19,5 km от Републикански път I-7 (от km 230,4 до km 249,9);
- участък от 13,2 km от Републикански път II-53 (от km 169,6 до km 182,8);
- началният участък от 48,2 km от Републикански път III-707 (от km 0 до km 48,2);
- участък от 16,7 km от Републикански път III-5308 (от km 9 до km 25,7);
- целият участък от 12,5 km от Републикански път III-7007;
- последният участък от 4,5 km от Републикански път III-7009 (от km 14 до km 18,5);
- началният участък от 23,9 km от Републикански път III-7072 (от km 0 до km 23,9).

## Топографска карта
- Лист от карта K-35-42. Мащаб: 1 : 100 000.
- Лист от карта K-35-54. Мащаб: 1 : 100 000.
- Лист от карта K-35-66. Мащаб: 1 : 100 000.